# Kattån
Kattån är en ort i Gällivare kommun, Norrbottens län. Vid folkräkningen 1890 hade orten 19 invånare och i juni 2025 fanns det enligt Ratsit 4 personer över 16 år registrerade med Kattån som adress. Orten ingick i Hakkas landsfiskalsdistrikt.